# Бопсы
Бопсы, или полосатики (лат. Boops) — род морских лучепёрых рыб из семейства спаровых отряда спарообразных (Spariformes).
Отличительные признаки рода: тело невысокое, удлинённое, сжато с боков, зазубренные мелкие зубы растущие в один ряд и золотистые полосы на боках.
Встречаются на западе и востоке Атлантического океана, в Средиземном и Черном морях, а также в Индийском океане.

## Классификация
На сентябрь 2017 года в род включают 2 вида:
- Boops boops (Linnaeus, 1758) — Бопс
- Boops lineatus (Boulenger, 1892)